# Wapen van Voorschoten

Wapen van Voorschoten (sinds 1982)

Het wapen van Voorschoten is op 29 oktober 1982 bij Koninklijk Besluit aan de gemeente Voorschoten toegekend. Het is een uitbreiding van het in 1817 toegekende gemeentewapen met een antieke parelkroon. Deze toevoeging was op verzoek van de gemeente.

## Oorsprong

Het wapen van Voorschoten (1817-1982)

Het wapen is dat van de familie Van Duivenvoorde, zoals dat vaker bij Zuid-Hollandse gemeentewapens het geval is. Uit deze familie, die  woonde op kasteel Duivenvoorde in de gemeente, kwamen de heren van Voorschoten.

## Blazoenering

### Wapen van 1817
De beschrijving van het wapen van 24 december 1817 is als volgt: "Van goud, beladen met 3 liggende halve manen van sabel."

### Wapen van 1982
De beschrijving is als volgt: "In goud 3 wassenaars van sabel. Het schild gedekt met een gouden kroon van 12 parels, waarop 3 parels."
N.B. De heraldische kleuren in de schilden zijn: goud (geel) en sabel (zwart).